# Ondergroei
De ondergroei (ook onderhout of onderbegroeiing) omvat de plantengroei onder de boomlaag, dus in de moslaag, kruidlaag en struiklaag. 
De aanwezigheid van licht is afhankelijk van de dichtheid van het kronendak van de boomlaag en is van groot belang voor de ontwikkeling van de ondergroei. 

## Opbouw vegetatie ondergroei
| Vegetatielaag | Hoogte         | Voorkomende plantengroei    | Voorbeelden                     |
| ------------- | -------------- | --------------------------- | ------------------------------- |
| Moslaag       | 0 – 10 (15) cm | Mossen en paddenstoelen     | Gewoon veenmos en panteramaniet |
| Kruidlaag     | 10 – 135 cm    | Zaailingen en kruidachtigen | Mannetjesvaren en dauwbraam     |
| Struiklaag    | 135 – 800 cm   | Struiken                    | Sporkenhout en wilde lijsterbes |